# Servius Cornelius Scipio Salvidienus Orfitus (Konsul 178)
Servius Cornelius Scipio Salvidienus Orfitus stammte aus einer Patrizierfamilie und war ein römischer Politiker und Senator.
Er war ein Sohn des Servius Cornelius Scipio Salvidienus Orfitus, der im Jahr 149 das Konsulat bekleidet hatte. Scipio wurde im Jahr 178 an der Seite von Decimus Velius Rufus ordentlicher Konsul.